# Heinrich Strauß (Politiker, 1882)
Franz Heinrich Strauß (* 24. Dezember 1882 in Reden, heute Schiffweiler; † 10. Mai 1968 in St. Wendel) war ein deutscher bzw. saarländischer Politiker der Christlichen Volkspartei des Saarlandes (CVP).
Nachdem er 1901 das Saarbrücker Ludwigsgymnasium mit dem Abitur verlassen hatte, studierte Strauß Rechtswissenschaften in Freiburg im Breisgau, Heidelberg und Bonn. 1905 begann er als Referendar, ab 1910 war er als Assessor in Brühl, Neuss und Neunkirchen (Saar) tätig, von 1912 an fungierte er als Hilfsrichter in Köln, Bergheim, Saarbrücken und Tholey. 1919 trat er seine Tätigkeit als Richter am Amtsgericht St. Wendel an. Nach dem Hitlerattentat wurde er 1944 aus diesem Amt enthoben, in SS-Schutzhaft im Lager Neue Bremm genommen und zwangspensioniert.
Nach dem Krieg wurde Strauß von den amerikanischen Besatzungsbehörden als kommissarischer Landrat der Landkreise Ottweiler und St. Wendel eingesetzt, am 1. September 1945 erfolgte die offizielle Ernennung zum Landrat in St. Wendel. Aus diesem Amt wurde er bereits 1946 von der französischen Besatzungsbehörde wieder enthoben, danach war er noch einmal kurzzeitig Landrat in Ottweiler. Bei der Landtagswahl 1947 wurde Strauß für die CVP in den Landtag des Saarlandes gewählt und gehörte diesem als Abgeordneter an. 1952 verließ er die CVP, im selben Jahr schied er nach einer Wahlperiode aus dem Landtag aus.
Strauß war verheiratet und hatte eine Tochter.

## Auszeichnungen
- 1963: Bundesverdienstkreuz am Bande[1]